# Charles-Michel-Ange Challe
Charles-Michel-Ange Challe (París, Francia, 1718-1778) fue un pintor, arquitecto y matemático francés.

## Primeros años
Procedente de una familiar de artistas, entre los que destacan sus hermanos Simon, escultor, Noël y Denis, pintores, y Etienne, grabador. Su obra denota la influencia de artistas como Richard Wilson, Gabriel Blanchet y al estilo academicista francés. Se caracteriza además por un desarrollo transitorio entre el estilo rococó y el surgimiento del Neoclasicismo. Estudió bajo la tutela de André Lemoine, François Boucher, en la década de 1730, y Jean-Marc Nattier, a cuya hija desposó.

## Influencias y estilo
Sus motivos de carácter bíblico ilustraron los techos y muros de catedrales y palacios; la temática de su producción, no obstante, se concentra en representaciones mitológica, en las cuales desplegó tonos claros y pinceladas vaporosas, y estudios urbanos, donde reflejó sus conocimientos matemáticos y arquitectónicos. Aunado a la vertiente artística, obtuvo mayor reconocimiento al fungir como delineante y organizador del rey Louis XV.

## Trabajos y reconocimientos
En 1741 obtuvo el Prix de Rome, lo que le permitió complementar su formación en la Academia Francesa en Roma. Entre 1742 y 1749 volcó allí su labor a un paisajismo cercano a la obra de Louis Gabriel Blanchet, especialmente por la luminosidad de las nubes y el cielo.
Al término de su estancia italiana, trabajó como organizador de fiestas galantes en diversas cortes europeas, y una vez de vuelta en París fue aceptado como miembro de la Académie royale en 1753, donde fungió como profesor de Perspectiva. Posteriormente llegó a encargarse de las fiestas de iluminación del Palacio de Versailles, con motivo del nacimiento de Louis-Auguste de Bourbon, futuro Louis XVI. Fue también encomendado para organizar la administración de los Menus Plaisirs de 1765 y dirigió asimismo las actividades lúdicas que acompañaron la remodelación del Palacio de Fontainebleau un año después. En ese mismo periodo fue nombrado Diseñador de la Cámara y Gabinete del Rey, en sustitución de Michel-Ange Slodtz; fue además promotor del movimiento goût à la grecque, mismo que retomó el arquitecto y diseñador Pierre-Adrien Pâris. En 1778, poco antes de morir, fue nombrado Caballero de la Orden de San Miguel.